# Cletodes macrura
Cletodes macrura är en kräftdjursart som beskrevs av Fiers 1991. Cletodes macrura ingår i släktet Cletodes och familjen Cletodidae. Inga underarter finns listade i Catalogue of Life.